# بلانكا
بلانكا (Blanka) أسمه الكامل جيمي بلانكا هو شخصية شهيرة في سلسلة ألعاب الفيديو ستريت فايتر وهو عبارة عن وحش قاتل لونه أخضر وله شعر طويل برتقالي اللون وموطنه البرازيل ,صمم الشخصية مصمم الألعاب الياباني أكيرا ياسودا وكانت شخصية بلانكا من ضمن ثمان شخصيات وضعت في النسخة الأولى من ستريت فايتر II.